# اچ‌ام‌اس آلسید (پی۴۱۵)
اچ‌ام‌اس آلسید (پی۴۱۵) (به انگلیسی: HMS Alcide (P415)) یک زیردریایی بود که طول آن ۲۹۳ فوت ۶ اینچ (۸۹٫۴۶ متر) بود. این زیردریایی در سال ۱۹۴۵ ساخته شد.